# بختيار علي
بختيار علي محمد روائي ومفكر وناقد أدبي وشاعر كردي عراقي ولد في سنة 1960 في مدينة السليمانية في العراق، هاجر في عقد 1990 إلى ألمانيا وإستقر في مدينة بون، أصدر عدة روايات، منها (رمانة العالم الأخیرة، موت الوحيد الثاني، مساء الفراشة، مدينة الموسيقيین البيضاء، الغزلي وحدائق الخيال، غيوم دانيال، قصر الطيور الحزينة، سفينة الملائكة) وثلاثة مجموعات شعرية (إلی مأتم الورد إلی دم الملاك، الاشتغال في أدغال الفردوس، يا مرفأ الصديق يا سفينة العدو)، واشتهرت أعماله عن محاكاة الوضع السياسي الكردي في العراق وعن قضية حملة تهجير الأنفال بالخصوص.

## الحياة المُبكّرة والتعليم
وُلد بختيار علي محمد عام 1960. بدأ علي كشاعر وكاتب مقالات، لكنه رسّّخ نفسه كروائي مؤثر منذ منتصف التسعينيات. نشر ثلاث عشرة رواية ومجموعات شعرية ومقالات.
يعيشُ علي منذ منتصف التسعينيات في ألمانيا (فرانكفورت وكولونيا ومؤخراً بون). تناول في مقالاته الأكاديمية مواضيع مختلفة، مثل حملة الأنفال للإبادة الجماعية في عهد صدام عام 1988، والعلاقة بين السلطة والمثقفين، وقضايا فلسفية أخرى. غالبًا ما يستخدم المفاهيم الفلسفية الغربية لتفسير قضية ما في المجتمع الكردي، وتعديلها أو تكييفها مع سياقه.
في عام 2016 نُشرت روايته Ghezelnus u Baxekani Xeyal (بالعربيّة: غزالنوس وحدائق الخيال") باللغة الإنجليزية تحت عنوان I Stared at the Night of the City. أول رواية باللغة الكردية تنشر باللغة الإنجليزية، ترجمها الصحفي والمترجم كريم عبد الرحمن المقيم في لندن. في نفس العام، تمت ترجمة روايته Duwahamin Henari Dunya (بالعربيّة: آخر رمان في العالم) إلى اللغة الألمانية بواسطة Rawezh Salim وUte Cantera-Lang تحت عنوان Der letzte Granatapfel (بالعربيّة: الرمان الأخير").

## المسيرة المهنيّة

### البداية
أنهى علي تعليمه قبل الجامعي في السليمانية. التحق بمدرسة الشيخ سلام الابتدائية ومدرسة عزمر الثانوية ومدرسة حلكوت الإعدادية. بدأ دراسة الجيولوجيا في جامعة السليمانية، ثم جامعة صلاح الدين في أربيل العاصمة الحالية لإقليم كردستان العراق. يتحدثُ علي الكردية والعربية والفارسية والألمانية ولديه معرفة عملية باللغة الإنجليزية.

### النتاج الأدبي
كتب أول قطعة كتابية بارزة له في عام 1983، وهي قصيدة طويلة بعنوان Nishtiman (بالعربيّة: الوطن، وبالكردية: نیشتمان). مقالته الأولى بعنوان La parawezi bedangi da (بالعربيّة: على هامش الصمت) في جريدة باشكوي العراقية عام 1989. بدأ في النشر وعقد الندوات بعد انتفاضة 1991 ضد الحكومة العراقية، حيث بدأ الأكراد في إنشاء منطقة شبه مستقلة بحكم الواقع في أجزاء من كردستان العراق ويتمتعون بدرجة من حرية التعبير. لم يكن بإمكانه نشر معظم أعماله قبل عام 1991 بسبب الرقابة السياسية الصارمة في عهد صدام.
جنبًا إلى جنب مع العديد من الكتاب الآخرين من جيله - أبرزهم مريوان ويريا قاني وريبين هاردي وشيرزاد حسن - بدأ حركة فكرية جديدة في كردستان، بشكل رئيسي من خلال عقد ندوات. نفس المجموعة بدأت في عام 1991 بإصدار مجلة فلسفية حملت اسم آزادي (بالعربيّة: الحرية، الكردية: ئازادی)، تم نشر خمسة أعداد منها فقط، ثم مجلّة رهند (بالعربيّة: البعد"؛ الكردية: رهند).
في عام 1992، نشر كتابه الأول، وهو مجموعة شعرية بعنوان Gunah w Karnaval (بالعربيّة: الخطيئة والكرنفال؛ الكردية: گوناه وکەڕنەڤال). احتوت على عدة قصائد طويلة كتب بعضها في أواخر الثمانينيات. نُشرت روايته الأولى، مارجي تقاني دوام (بالعربيّة: وفاة الطفل الثاني الوحيد، الكردية: مەرگی تاقانەی دووەم)، والتي كتبت مسودتها الأولى في أواخر الثمانينيات، في عام 1997.
في عام 2017، حصل على جائزة Nelly-Sachs-Preis، والتي لا تُمنح إلا كل عامين. كانت هذه هي المرة الأولى التي تُمنح فيها الجائزة لمؤلف ينشر بلغة غير أوروبية.

## روايات
هذه قائمةٌ بأبرز روايات الكاتب والمترجم العراقي بختيار علي:
- مەرگی تاقانەی دووەم (وفاة الطفل الثاني فقط)، 1997
- ئێوارەی پەروانە (أمسية پروانة)، 1998 ؛ ترجم إلى الفارسية من قبل مريوان حلبجة أي تحت عنوان غروب پروانه
- دواهەمین هەناری دونیا (آخر رمان الدنيا)، 2002 ؛ ترجم إلى العربية من قبل غسان حمدان؛ ترجم إلى الفارسي من قبل مريوان حلبجة أي تحت عنوان آخرین انار دنیا ؛ ترجم إلى الألمانية من قبل راويز سليم وأوتي كانتيرا-لانج تحت عنوان Der letzte Granatapfel، 2016
- شاری مۆسیقارە سپییەکان (مدينة الموسيقيين أبيض)، 2006 ؛ ترجم إلى اللغة الألمانية من قبل پيشوا فتاح وهانس-أورليتش مولر-تشوف تحت عنوان Die Stadt der weißen Musiker، 2016
- غەزەلنوس وباخەکانی خەیاڵ (غزلنوس وحدائق الخيال)، 2008 ؛ ترجم إلى اللغة الإنجليزية من قبل كريم عبد الرحمن تحت عنوان I Started at the Night of the City، 2016
- کۆشکی باڵندە غەمگینەکان (قصر الطيور الحزينة)، 2009
- جەمشید خانی مامم: کە هەمیشە با لەگەڵ خۆیدا دەیبرد (عمي جمشيد خان: من كانت الريح آخذة دائمًا)؛ ترجم إلى الفارسية من قبل مريوان حلبجة أي تحت عنوان جمشید خان عمویم، که باد همیشه أو را با خود می برد
- کەشتی فریشتەکان (سفينة الملائكة)، 2012
- کەشتی فریشتەکان 2 (سفينة الملائكة <الجزء الثاني>)، 2013
- هەورەکانی دانیال (غيوم دانيال)، 2015
- کەشتی فریشتەکان 3 (سفينة الملائكة <الجزء الثالث>)، 2017
- ناشوێن، 2019

## الشعر
- گوناهـ وکەرنەڤاڵ (الذنب والكرنفال)
- کۆی بەرهەمە شیعرییەکان ؛ مجموعة كاملة من الأعمال الشعرية (1983-1998)
- بۆهیمی وئەستێرەکان (البوهيمي والنجوم)
- ئیشکردن لە دارستانەکانی فیردەوسدا (العمل في غابات فردوس)
- تا ماتەمی گوڵ... تا خوێنی فریشتە (حتى جنازة الزهرة.. حتى دم الملائكة) أعمال كاملة. (1983-2004) كتب مقال
- ئیمان وجەنگاوەری (الإيمان ومحاربوه)
- وەڵام لە ڕۆژگاری ونبوونی پرسیاردا (الإجابات في عصر غياب الأسئلة) «13 مراجعات مع الكاتب»
- خوێنەری کوشندە
- سێوی سێیەم (التفاحة الثالثة) 2009
- شەوێک ئاسمان پڕبوو لە ئەستێرەی شێت (كانت سماء الليل مليئة بالنجوم المجنونة) 2019

## روابط خارجية
- بختيار علي على موقع IMDb (الإنجليزية)
- بختيار علي على موقع مونزينجر (الألمانية)